# کلیسای قلب مقدس مسیح
قلب مقدس مسیح نام کلیسایی در کرمانشاه است که در سال ۱۹۱۴ م به دستور «اسقف یوحنانیان» در زمینی به مساحت ۲۸۰ متر مربع بنا شده‌است، این بنا که در خیابان مدرس، کوچه امیر محترم واقع شده در تاریخ ۱۷ مرداد ۱۳۸۳ با شمارهٔ ثبت ۱۱۰۵۹ به‌عنوان یکی از آثار ملی ایران به ثبت رسیده‌است.